# Phare d'Elliðaey
Le phare d'Elliðaey est un phare d'Islande. Il est situé sur l'île d'Elliðaey, dans la région de Vesturland.